# Everybody Loves Touda
Pour plus de détails, voir Fiche technique et Distribution.
Everybody Loves Touda est un film dramatique franco-marocain réalisé par Nabil Ayouch et sorti en 2024,.

## Synopsis
Dans sa petite ville, Touda, jeune femme divorcée, élève seule Yassine son petit garçon sourd et muet. Elle aime danser et chanter dans les fêtes et les bars de sa petite ville. Mais sa vraie passion c'est l'Aïta, chanson traditionnelle venue de la campagne où les femmes, depuis des générations, expriment sans censure leurs sentiments profonds. Le genre n'est pas du goût de ceux qui fréquentent les établissements où elle se produit, qui veulent avant tout s'amuser, et pas toujours de manière innocente. Un jour Touda, qui a d'autres ambitions, prend le car pour Casablanca, bien décidée à y réussir, notamment en chantant l'Aïta.

## Fiche technique
Sauf indication contraire, les informations mentionnées dans cette section peuvent être confirmées par les bases de données cinématographiques IMDb et Allociné,  présentes dans la section « Liens externes ».
- Titre original : Everybody Loves Touda
- Réalisation : Nabil Ayouch
- Scénario : Nabil Ayouch et Maryam Touzani
- Musique : Flemming Nordkrog et Kristian Selin Eidnes Andersen
- Décors : Samir Issoum et Eve Martin
- Costumes : Rafika Benmaimoun
- Photographie : Virginie Surdej
- Son : Rachid Boumouche
- Montage : Nicolas Rumpl
- Production : Nabil Ayouch
  - Coproduction : Amine Benjelloun
- Sociétés de production : Velvet Films, Les Films du Nouveau Monde, Ali n'Productions, Snowglobe Films et Staer
- Sociétés de distribution : Ad Vitam Distribution et MK2
- Pays de production :  France et  Maroc
- Langue originale : français et arabe
- Format : couleur
- Genre : Drame
- Durée : 102 minutes
- Dates de sortie :
  - France : 
    - 17 mai 2024 (Cannes)
    - 18 décembre 2024 (en salles)

## Distribution
- Nisrin Erradi : Touda
- Joud Chamihy : Yassine
- Jalila Tlemsi : Rkia
- El Moustafa Boutankite : le violoniste
- Lahcen Razzougui : l'amant
- Abdellatif Chaouki : le patron de l’Arizona